# ジョン・サリー
ジョン・トーマス・サリー（John Thomas Salley、1964年5月16日 - ）は、NBAの元バスケットボール選手。異なる3つのチームでチャンピオンリングを獲得した初めての選手である。

## プロ入り前
サリーはニューヨーク市に生まれ、ブルックリンにある地元の高校を卒業した後、ジョージア工科大学に進学する。同校ではブロックショットの記録を塗り替える活躍を見せた。彼の着けた背番号22は永久欠番となっている。

## プロ入り後

### デトロイト・ピストンズ
1986年のドラフトにおいて1巡目（全体では11番目）でデトロイト・ピストンズに指名される。ピストンズではバッド・ボーイズの一員として２連覇に貢献。当時のピストンズはダーティーな印象が強いが、サリーの場合はそのイメージとは少し異なり、師匠と慕っているエイドリアン・ダントリーにコート外での振る舞いを教わるなど紳士的な側面を持っていた。

### ヒート移籍からブルズ加入まで
1992年にトレードでマイアミ・ヒートに移籍するも、その後エクスパンション・ドラフトの煽りを受けて95年に新設されたトロント・ラプターズへと移籍する。しかしトロントでは短期間しかプレーせず、シカゴ・ブルズに加入。マイケル・ジョーダンらスター選手の活躍もあり、ブルズはこのシーズン、72勝を達成。プレイオフでも圧倒的な力を見せ、サリーは3つ目のリングを獲得する。シーズン終了後、表舞台から身を退く事を表明するも、一時的にギリシャのパナシナイコスでプレーした。

### ロサンゼルス・レイカーズ
約3年のブランクの後、ロサンゼルス・レイカーズに加入。レイカーズでは際立った活躍を見せることはなかったものの、ロスターには残り、2000年に4度目の優勝を経験する（この後レイカーズは3連覇を達成）。これによりサリーは「３つの異なるチームで優勝を経験した初の選手」となった。後にロバート・オーリーも異なる3チームでチャンピオンとなり、現在はレブロン・ジェームズとダニー・グリーンを含む4人のみである。